# Алан Пенингтон
Алан Пенингтон (енгл. Alan Pennington; Воласи, 4. април 1916 — Лисабон, 2. јун 1961) био је британски атлетичар, спринтер, члан АК Воласи из Воласија.

## Спортска биографија
Пенингтон је био веома успешан као јуниор који је 1934. освојио јуниорско првенство ААА (Атлетске аматерске асоцијације) на 100 и 220 јарди, а 1935. поставио британски јуниорски рекорд од 49,6 на 440 јарди, у години када је постао бруцош на Оксфорду.
У такмичењу за Оксфорд против Кембриџа победио је на 100 јарди 1936. и 1938. а на 440. јарди 1939. Финале у обе дисциплине на ААА првенствима 1936. донело ми је и прве међународне дуеле на Олимпијским играма те године. Такмичио се у три дисциплине. на 100 м зауставио се у полуфиналу, на 200 м квалификовао се за четвртфинале али није се појавио на старту. Трећа дисциплина била је штафета 4 х 100 метара која је испала у квалификацијама.
На 2. Европском првенству 1938. у Паризу освојио је сребрну медаљу са штафетом 4 х 400 м у саставу Џон Барнс, Алфред Болдвин, Пенингтон и Годфри Браун и бронзану на 200 м. На првенству ААА био је други на 440 јарди 1938. а победник 1939. године, када је био водећи Британац и трећи на европској ранг листи на 400 м. Изједначио је британски национални рекорд и по први пут поразио Годфри Брауна.
Избијање рата је окончало све наде да се кандидује на Олимпијке игре 1940. године. Већину ратних година провео је у иностранству, али је повремено истрчао веома вредне резултате, посебно 1942. када је 440 јарди истрчао за 48,7 сек. и када је победио канадску звезду, Џона Лоринга.
После рата, радио је у осигурању. У јуну 1961. на службеном путу у Лисабону пронађен је мртав у хотелској соби са прострелним ранама на глави. У соби су пронађени пиштољ и писмо у којем је забележен разлог самоубиства.